# Gran Premio di Monaco di Formula 3 1981
Il Gran Premio di Monaco di Formula 3 1981 (XXIII Grand Prix de Monaco - Formule 3 1981) fu una gara automobilistica riservata a vetture di Formula 3 che si tenne sul Circuito di Montecarlo il 30 maggio 1981, a supporto del Gran Premio di Formula 1, sesta prova del campionato mondiale del 1981.
La vittoria andò al pilota francese Alain Ferté, della BP Racing, al volante di una Martini Mk34-Alfa Romeo.
La gara venne disputata su 24 giri, pari da 79,488 km.

## Piloti e team
| Team                                   | Telaio                  | Nr | Pilota                |
| -------------------------------------- | ----------------------- | -- | --------------------- |
| Helmut Bross Racing                    | Ralt RT3/81-Toyota      | 1  | Harald Brutschin      |
| Bertram Schäfer Racing                 | Ralt RT3/81-Toyota      | 2  | Frank Jelinski        |
| Bertram Schäfer Racing                 | Martini Mk31-Toyota     | 5  | Jean-Pierre Alamy     |
| Walter Lechner Racing School           | Ralt RT3/81-Toyota      | 3  | Peter Schindler       |
| Marlboro Racing for Zolder             | Martini Mk34-Alfa Romeo | 4  | Didier Theys          |
| Euroracing with Marlboro March         | March 813-Alfa Romeo    | 6  | Kurt Thiim            |
| Euroracing with Marlboro March         | March 813-Alfa Romeo    | 29 | Mauro Baldi           |
| Euroracing with Marlboro March         | March 813-Alfa Romeo    | 30 | Fabio Mancini         |
| Ecole Avia La Châtre                   | Martini Mk31-Toyota     | 7  | Dominique Tiercelin   |
| Ecole Avia La Châtre                   | Martini Mk31-Toyota     | 8  | Pierre Petit          |
| Jean-Michel Neyrial / Moulin Rouge     | Martini Mk31-Toyota     | 9  | Jean-Michel Neyrial   |
| Patrick Teillet                        | Martini Mk34-Toyota     | 10 | Patrick Teillet       |
| Écurie Elf Antar                       | Martini Mk34-Toyota     | 11 | Denis Morin           |
| Autosport Haiti                        | Ralt RT-Toyota          | 12 | Fulvio Ballabio       |
| Total                                  | Martini Mk34-Alfa Romeo | 14 | Philippe Alliot       |
| Écurie Motul Nogaro                    | Martini Mk34-Alfa Romeo | 15 | Philippe Streiff      |
| Equipe Serge Saulnier                  | Martini Mk34-Alfa Romeo | 16 | Pascal Fabre          |
| BP Racing                              | Martini Mk34-Alfa Romeo | 17 | Alain Ferté           |
| Murray Taylor Racing - Cafe do Brasil  | Ralt RT3/81-Toyota      | 18 | Raoul Boesel          |
| Wast Surrey Racing                     | Ralt RT3-Toyota         | 21 | Jonathan Palmer       |
| David Price Racing                     | March 813-Toyota        | 22 | Philippe Colonna      |
| David Price Racing                     | Ralt RT3/81-Toyota      | 42 | Brett Riley           |
| Autowindscreens with March Engineering | March 813-Alfa Romeo    | 23 | Mike White            |
| Neil Trundle Racing - Belga            | Ralt RT3/81-Toyota      | 24 | Thierry Tassin        |
| Eurosport Managements Team Tiga        | Ralt RT3/81-Toyota      | 25 | James Weaver          |
| Team Merzario                          | March 803B-Alfa Romeo   | 26 | Piero Necchi          |
| Team del Porto                         | Martini Mk34-Alfa Romeo | 27 | Paolo Barilla         |
| Scuderia Forti Corse                   | Martini Mk34-Fiat       | 28 | Vinicio Salmi         |
| Team Gulf Enzo Coloni                  | Ralt RT3/81-Toyota      | 31 | Enzo Coloni           |
| Trivellato Racing                      | Dallara F381-Toyota     | 32 | Pierluigi Martini     |
| Novamotor / Scuderia Vesuvio           | Martini Mk34-Toyota     | 33 | Paolo Giangrossi      |
| Scuderia Torino Corse                  | Martini Mk34-Toyota     | 34 | Emanuele Pirro        |
| Scuderia Torino Corse                  | March 813-Toyota        | 35 | Oscar Larrauri        |
| Scuderia dei Longobardi - ITT          | March 813-Toyota        | 36 | Fernando Cazzaniga    |
| Flammini Racing                        | Brabham BT35-Toyota     | 36 | Maurizio Flammini     |
| Guido Pardini - Loews Hotel            | Martini Mk34-Toyota     | 37 | Guido Pardini         |
| Thorbjörn Carlsson                     | Ralt RT3/81-Toyota      | 38 | Thorbjörn Carlsson    |
| Jeans Michel Racing Team               | Ralt RT3-Toyota         | 39 | Pierre-Alain Lombardi |
| Écurie La Meute                        | March 803-Toyota        | 40 | Louis Maulini         |
| Jean-Louis Schlesser                   | Martini Mk34-Alfa Romeo | 41 | Jean-Louis Schlesser  |
| Bewa Fritid AB                         | Ralt RT3/81-Toyota      | 43 | Tomas Kaiser          |

- Non vennero accettate le iscrizioni di David Leslie dell'Eddie Jordan Racing e di Roberto Moreno della Barron Racing.

## Qualifiche
Alle qualifiche presero parte 35 piloti, ma solo 20 si qualificarono alla gara.

### Risultati
I risultati delle qualifiche furono i seguenti:
| Pos | Nr | Pilota                | Vettura            | Tempo    |
| --- | -- | --------------------- | ------------------ | -------- |
| 1   | 17 | Alain Ferté           | Martini-Alfa Romeo | 1'34"121 |
| 2   | 29 | Mauro Baldi           | March-Alfa Romeo   | 1'34"157 |
| 3   | 14 | Philippe Alliot       | Martini-Alfa Romeo | 1'34"338 |
| 4   | 41 | Jean-Louis Schlesser  | Martini-Alfa Romeo | 1'34"735 |
| 5   | 35 | Oscar Larrauri        | March-Toyota       | 1'34"757 |
| 6   | 37 | Guido Pardini         | Dallara-Toyota     | 1'35"026 |
| 7   | 6  | Kurt Thiim            | March-Alfa Romeo   | 1'35"085 |
| 8   | 36 | Fernando Cazzaniga    | March-Toyota       | 1'35"115 |
| 9   | 15 | Philippe Streiff      | Martini-Alfa Romeo | 1'33"326 |
| 10  | 27 | Paolo Barilla         | Martini-Alfa Romeo | 1'35"337 |
| 11  | 31 | Enzo Coloni           | Ralt-Toyota        | 1'35"462 |
| 12  | 24 | Thierry Tassin        | Ralt-Toyota        | 1'35"607 |
| 13  | 9  | Jean-Michel Neyral    | Martini-Toyota     | 1'35"709 |
| 14  | 4  | Didier Theys          | Martini-Alfa Romeo | 1'35"857 |
| 15  | 34 | Emanuele Pirro        | Martini-Toyota     | 1'36"124 |
| 16  | 42 | Brett Riley           | Ralt-Toyota        | 1'36"357 |
| 17  | 3  | Peter Schindler       | Ralt-Toyota        | 1'36"846 |
| 18  | 25 | James Weaver          | Ralt-Toyota        | 1'37"190 |
| 19  | 8  | Pierre Petit          | Martini-Toyota     | 1'37"195 |
| 20  | 33 | Paolo Giangrossi      | Martini-Toyota     | 1'37"225 |
| NQ  | 7  | Dominique Tiercelin   | Martini-Toyota     | 1'37"281 |
| NQ  | 16 | Pascal Fabre          | Martini-Alfa Romeo | 1'37"293 |
| NQ  | 18 | Raoul Boesel          | Ralt-Toyota        | 1'37"310 |
| NQ  | 2  | Frank Delinski        | Ralt-Toyota        | 1'37"326 |
| NQ  | 10 | Patrick Teillet       | Martini-Toyota     | 1'37"575 |
| NQ  | 38 | Thorbjörn Carlsson    | Ralt-Toyota        | 1'37"605 |
| NQ  | 1  | Harald Brutschin      | Ralt-Toyota        | 1'37"728 |
| NQ  | 26 | Piero Necchi          | March-Alfa Romeo   | 1'37"787 |
| NQ  | 40 | Louis Maulini         | March-Toyota       | 1'38"078 |
| NQ  | 28 | Vinicio Salmi         | Martini-Fiat       | 1'38"087 |
| NQ  | 43 | Tomas Kaiser          | Ralt-Toyota        | 1'38"778 |
| NQ  | 32 | Pierluigi Martini     | Dallara-Toyota     | 1'38"935 |
| NQ  | 22 | Philippe Colonna      | March-Toyota       | 1'38"938 |
| NQ  | 12 | Fulvio Ballabio       | Ralt-Toyota        | 1'39"463 |
| NQ  | 39 | Pierre-Alain Lombardi | Ralt-Toyota        | 1'41"00  |

## Gara

### Resoconto
Alla partenza Alain Ferté perde la testa della corsa, passato da Philippe Alliot. Quest'ultimo conduce la gara fino a quando un guasto al cambio fa sbattere la sua monoposto contro il guard-rail. Dietro giunge Oscar Larrauri, dopo una bella lotta con Jean-Louis Schlesser, mentre Fernando Cazzaniga giunge quinto pur dovendo correre con un alettone piegato.

### Risultati
I risultati della gara furono i seguenti:
| Pos                                | Nr | Pilota                | Vettura            | Giri | Tempo/Ritiro | Griglia |
| ---------------------------------- | -- | --------------------- | ------------------ | ---- | ------------ | ------- |
| 1                                  | 17 | Alain Ferté           | Martini-Alfa Romeo | 24   | 38'21"87     | 1       |
| 2                                  | 35 | Oscar Larrauri        | March-Toyota       | 24   | + 6"28       | 5       |
| 3                                  | 41 | Jean-Louis Schlesser  | Martini-Alfa Romeo | 24   | + 30"51      | 4       |
| 4                                  | 6  | Kurt Thiim            | March-Alfa Romeo   | 24   | + 30"71      | 7       |
| 5                                  | 36 | Fernando Cazzaniga    | March-Toyota       | 24   | +31"10       | 8       |
| 6                                  | 27 | Paolo Barilla         | Martini-Alfa Romeo | 24   | +37"74       | 10      |
| 7                                  | 24 | Thierry Tassin        | Ralt-Toyota        | 24   | +43"39       | 12      |
| 8                                  | 42 | Brett Riley           | Ralt-Toyota        | 24   | +1'01"95     | 16      |
| 9                                  | 25 | James Weaver          | Ralt-Toyota        | 24   | +1'13"93     | 18      |
| 10                                 | 14 | Philippe Alliot       | Martini-Alfa Romeo | 24   | +1'17"05     | 3       |
| 11                                 | 37 | Guido Pardini         | Dallara-Toyota     | 24   | +1'23"87     | 6       |
| 12                                 | 9  | Jean-Michel Neyral    | Martini-Toyota     | 23   | +1 giro      | 13      |
| 13                                 | 4  | Didier Theys          | Martini-Alfa Romeo | 23   | +1 giro      | 14      |
| Rit                                | 15 | Philippe Streiff      | Martini-Alfa Romeo | 21   | Incidente    | 9       |
| Rit                                | 31 | Enzo Coloni           | Ralt-Toyota        | 16   | Cambio       | 11      |
| Rit                                | 29 | Mauro Baldi           | March-Alfa Romeo   | 13   | Incidente    | 2       |
| Rit                                | 34 | Emanuele Pirro        | Martini-Toyota     | 4    | Incidente    | 15      |
| Rit                                | 8  | Pierre Petit          | Martini-Toyota     | 3    | Cambio       | 19      |
| Rit                                | 33 | Paolo Giangrossi      | Martini-Toyota     | 0    | Incidente    | 20      |
| Rit                                | 3  | Peter Schindler       | Ralt-Toyota        | 0    | Incidente    | 17      |
| NQ                                 | 7  | Dominique Tiercelin   | Martini-Toyota     |      |              |         |
| NQ                                 | 16 | Pascal Fabre          | Martini-Alfa Romeo |      |              |         |
| NQ                                 | 18 | Raoul Boesel          | Ralt-Toyota        |      |              |         |
| NQ                                 | 2  | Frank Delinski        | Ralt-Toyota        |      |              |         |
| NQ                                 | 10 | Patrick Teillet       | Martini-Toyota     |      |              |         |
| NQ                                 | 38 | Thorbjörn Carlsson    | Ralt-Toyota        |      |              |         |
| NQ                                 | 1  | Harald Brutschin      | Ralt-Toyota        |      |              |         |
| NQ                                 | 26 | Piero Necchi          | March-Alfa Romeo   |      |              |         |
| NQ                                 | 40 | Louis Maulini         | March-Toyota       |      |              |         |
| NQ                                 | 28 | Vinicio Salmi         | Martini-Fiat       |      |              |         |
| NQ                                 | 43 | Tomas Kaiser          | Ralt-Toyota        |      |              |         |
| NQ                                 | 32 | Pierluigi Martini     | Dallara-Toyota     |      |              |         |
| NQ                                 | 22 | Philippe Colonna      | March-Toyota       |      |              |         |
| NQ                                 | 12 | Fulvio Ballabio       | Ralt-Toyota        |      |              |         |
| NQ                                 | 39 | Pierre-Alain Lombardi | Ralt-Toyota        |      |              |         |
| NA                                 | 5  | Jean-Pierre Alamy     | Martini-Toyota     |      |              |         |
| NA                                 | 11 | Denis Morin           | Martini-Toyota     |      |              |         |
| NA                                 | 21 | Jonathan Palmer       | Ralt-Toyota        |      |              |         |
| NA                                 | 23 | Mike White            | March-Alfa Romeo   |      |              |         |
| NA                                 | 30 | Fabio Mancini         | March-Alfa Romeo   |      |              |         |
| NA                                 | 36 | Maurizio Flammini     | Brabham-Toyota     |      |              |         |
| Giro veloce: Alain Ferté, 1'34"466 |    |                       |                    |      |              |         |